# شهردار مدرسه
شهردار مدرسه فیلمی به کارگردانی محمدباقر خسروی و نویسندگی احمد خداکریم ساختهٔ سال ۱۳۷۶ است.

## خلاصه داستان
گروهی از دانش آموزان یک مدرسهٔ راهنمایی با کمک و همیاری مدیر و ناظم مدرسه تصمیم می‌گیرند در انتخابات شهردار مدرسه شرکت کنند. یکی از دانش آموزان اما به دلیل ناراحتی قلبی در بیمارستان بستری می‌شود. همکلاسی‌ها به این خاطر در جستجوی راهی برای شرکت دادن او در انتخابات بر می‌آیند.

## بازیگران
- محمدرضا شهبانی نوری
- حمید ملاعباسی
- رضا صنعتی
- شروین اتحاد
- داوود غفاری
- عزت اله رمضانی فر
- محمد ورشوچی
- محمود بهرامی
- اسفندیار مهرتاش
- علی اصغر نجات
- غلامرضا صادقی
- مینو احمدی
- طاهره طایفی
- مرتضی نیکخواه
- داوود کریمی
- امیر پریچهر
- عطاءاله مرادی
- حسن حسینیان
- محسن اربابیان